# 이네스 디어스
이네스 디어스(독일어: Ines Diers, 1963년 11월 2일 ~ )는 독일의 전직 수영 선수이다. 그녀는 16세의 나이로 1980년 모스크바 하계 올림픽에서 5개의 메달을 획득했다.

## 인물 정보
디어스는 1980년 모스크바 하계 올림픽에서 2개의 금메달을 획득했다. 그녀는 1981년 유럽 선수권 대회에서 3개의 메달을 획득했다.
그녀는 1982년에 선수 생활을 마감했다.

## 참조
- 올림픽 데이터베이스